# Арди (Ирска)
Арди (енгл. Ardee, ир. Baile Átha Fhirdhia) је значајан град у Републици Ирској, у североисточном делу државе. Град је у саставу округа Лауд и представља трећи по величини његов највећи град.

## Природни услови
Град Арди се налази у источном делу ирског острва и североисточном делу Републике Ирске. Округ припада покрајини Ленстер. Град је удаљен 70 километара северно од Даблина.Град се образовао око прелаза преко реке Ди.
Клима: Клима у Ардију је умерено континентална са изразитим утицајем Атлантика и Голфске струје. Стога град одликује блага и веома променљива клима.

## Историја
Подручје Ардија било насељено већ у време праисторије. Дато подручје је освојено од стране енглеских Нормана у 12. веку. Ускоро је овде подигнут средњовековни замак, око кога се касније образовао градић.
Арди је од 1921. г. у саставу Републике Ирске као погранично место. Опоравак града започео је тек последњих деценија, када је град забележио нагли развој и раст.

## Становништво
Према последњим проценама из 2011. г. Арди је имао око 5 хиљада становника. Последњих година број становника у граду се нагло повећава.

## Збирка слика
- Замака у Ардију
- Римокатоличка црква
- Нова пословна зона града